# مزرعة كتران
مزرعة كتران هي قرية لبنانية من قرى قضاء الضنية في محافظة الشمال، مجاورة لقرية عاصون.و يعتقد بأن مزارعها (مزار النبي يعقوب) هو مثوى لأحد الأولياء الصالحين